# Вільгельм Вольф
Вільгельм Вольф (нім. Wilhelm Wolf; 17 січня 1897, Блуденц, Форарльберг — 27 липня 1939, Нижня Австрія) — австрійський політик, був останнім міністром закордонних справ Австрії перед її аншлюсом нацистською Німеччиною.
Після вимушеної відставки уряду Курта Шушніга 11 березня 1938 Вольфа в той же день призначено міністром закордонних справ у кабінеті наступника Артура Зейсс-Інкварта. Обіймав посаду лише два дні, до 13 березня, коли Німеччина захопила Австрію. Рік по тому загинув у автомобільній катастрофі.